# Сомалийцы в Канаде
Сомалийские канадцы (англ. Somali Canadians) — жители и граждане Канады сомалийского происхождения.

## Общая характеристика
В Канаде проживает одна из крупнейших сомалийских диаспор в западном мире. По неофициальным оценкам, число сомалийских канадцев достигает 150 000 человек, многие из которых въехали в Канаду в 1990-е годы путём вторичной миграции из США.

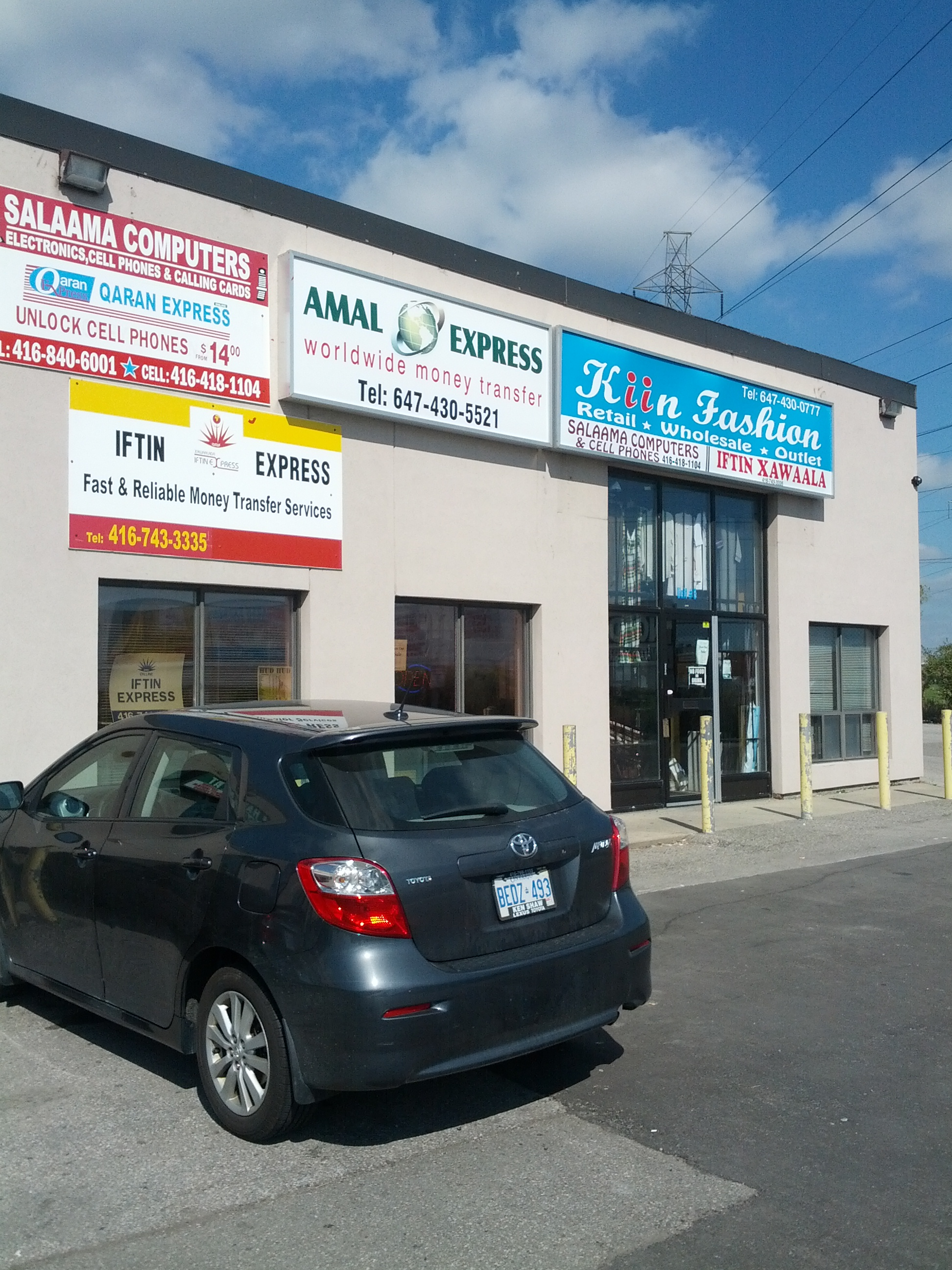
Сомалийский торговый центр в Торонто

Как и многие другие иммигранты, сомалийцы сталкиваются с некоторыми трудностями при трудоустройстве, несмотря на то, что среди них есть много квалифицированных специалистов. Это объясняется, в первую очередь, слабым знанием мигрантами государственных языков Канады — английского и французского. Сомалийцы, которые не смогли найти работу, как правило, либо открывают своё дело, либо устраиваются работать в фирмы, контролируемые своими соотечественниками, либо участвуют в государственных программах социальной помощи. Для решения проблемы трудоустройства выходцев из Сомали, в 2010 году правительство Канады, в сотрудничестве с рядом сомалийских общественных организаций, открыло ряд подготовительных курсов для сомалийской молодёжи. Конгресс канадских сомалийцев, совместно с местными еврейскими общественными организациями в Оттаве и Торонто, также открыл программу помощи для молодых сомалийских молодых людей. Программа рассчитана на два года и проходит во многих крупных городах Канады под руководством 130 еврейских преподавателей. В программе могут принять участие канадские сомалийцы в возрасте от 18 до 25 лет.
После 2012 года военная и политическая ситуация в Сомали значительно улучшилась, что вызвало масштабную реэмиграцию сомалийцев на родину. Канадские сомалийцы принимают активное участие в восстановлении страны — в частности, в ремонте школ, больниц, дорог и другой инфраструктуры, восстановлении Могадишо; это помощь оказывается как личным участием, так и путём инвестиций в сомалийскую экономику.

## Демография

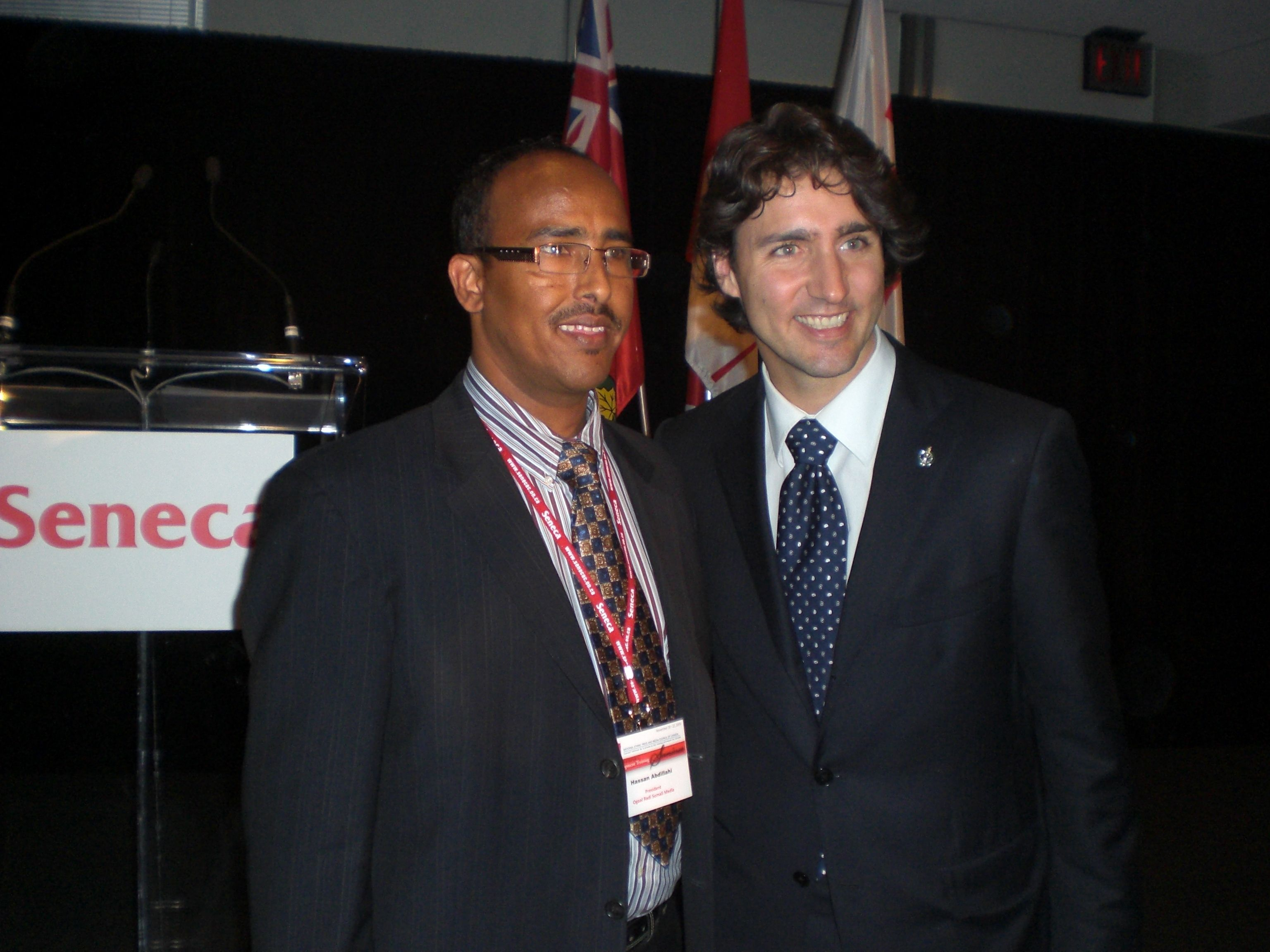
Член Палаты общин и будущий премьер-министр Канады Джастин Трюдо с журналистом сомалийского Огаал радио Хассаном Абдуллахи. Сенека-колледж, 2009 год

Канадские сомалийцы в основном проживают в южной части провинции Онтарио, особенно в Оттаве и Торонто. Также существуют значительные сомалийские общины в городах Калгари и Эдмонтон провинции Альберта. Крупнейшая в Канаде сомалийская община проживает в Рексдейле, районе города Торонто.

## Организации
Сомалийская община в Канаде представлена рядом общественных организаций. Крупнейшей из них является Конгресс канадских сомалийцев, возглавляемый Ахмедом Хуссеном (англ. Ahmed Hussen). Конгресс работает в тесном сотрудничестве с национальными и региональными властями в целях укрепления взаимоотношений сомалийцев с другими этническими группами Канады. В провинции Альберта существует Совет сомалийских канадцев Альберты (англ. Council of Somali Canadian People of Alberta). В Эдмонтоне существует Культурное общество сомалийских канадцев Эдмонтона (англ. Somali Canadian Cultural Society of Edmonton (SCCSE)), которое обеспечивает социальные, образовательные, рекреационные, культурные и религиозные программы и услуги для сомалийской общины в этом городе. Наконец, последней крупной организацией сомалийской диаспоры является Сомалийская молодёжная коалиция, которая предлагает различные социальные, развлекательные и образовательные программы для сомалийской молодёжи.

## Известные канадские сомалийцы
- Хассан Абдуллахи[англ.], журналист;
- Мохамед Дирие Абдуллахи[англ.], писатель, учёный и лингвист;
- Насра Агил[англ.], инженер и предприниматель;
- Абдивели Шейх Ахмед, экономист, дипломат и политик;
- Мохамед Ахмед, атлет;
- Сулеха Али[англ.], певец;
- Амин Амир[англ.], мультипликатор и художник;
- Cold Specks[англ.], певец;
- Сумая Далмар[англ.], трансгендерный активист;
- Аян Элми[англ.], модель;
- Future the Prince[англ.], диджей и музыкант;
- Абдихаким Мохамуд Хаджи-Факи[англ.], дипломат и политик;
- Убан Хассан[англ.], модель;
- Ахмед Хуссейн, адвокат и политик;
- K’naan, музыкант;
- Mocky[англ.], музыкант;
- Ходан Халайе[англ.], медиамагнат и предприниматель;
- Амал Нуукс[англ.], певец и автор песен;
- Faarrow[англ.], музыкальная группа;
- Ясмин Варсаме, модель;
- Шадья Ясин[англ.], общественный активист, поэт и преподаватель.